# Fiedorówka (Malinka)
Die Fiedorówka ist ein rechter Zufluss der Malinka in den Schlesischen Beskiden von 2,6 Kilometern Länge. Der Fluss entspringt an den südwestlichen Hängen der Malinów, unweit des Bergpasses Przełęcz Salmopolska, und fließt nach Westen. Er durchfließt den Ortsteil Malinka von Wisła, bevor er in die Malinka, einen Nebenfluss der Weichsel, mündet.